# Правителство на Васил Коларов 1 и 2
Първото и второто правителство на Васил Коларов са шестдесет и седмо и шестдесет и осмо правителство на Народна република България, назначени с Укази № 655, № 656 и № 36 от 20 юли 1949 г. и от 20 януари 1950 г. След смъртта на Коларов, на 1 февруари 1950 Народното събрание избира за нов министър-председател Вълко Червенков. Правителството управлява страната до 20 януари 1954 г., след което е наследено от правителството на Вълко Червенков.

## Политика

### Вътрешна политика
В началото на 50-те години в България окончателно е утвърден сталинския модел на обществено-икономическо развитие. През септември 1949 г. е осъществено ново административно-териториално деление на страната. Обособени са 14 окръга, като град София остава самостоятелна административна единица. Три месеца по-късно са проведени неколкократно отлаганите парламентарни избори, организирани по пропорционалната система. Според официалната статистика гласуват 98,89% от гласоподавателите, от които само 1% не подкрепя кандидатите на Отечествения фронт.
След смъртта на Васил Коларов за председател на Министерския съвет е избран Вълко Червенков. При неговото правителство идеологизирането на обществения живот и сливането на партийния с държавния апарат достигат своя апогей. Всеки опит за недоволство от политиката на режима е жестоко наказван (процесите срещу пасторите и др.). Въдворени в трудови лагери са над 4500 души, а броят на принудително изселените семейства е 1595. Започва чистка и в редовете на недоволните комунисти, т.нар. враг с партиен билет. Засилен е контролът на Политбюро върху армията и административния апарат.

#### Развитие на промишлеността и селското стопанство
В края на 1950 г. в ТКЗС са обхванати 51,1% от обработваемата земя. Ниските добиви и неефективното управление на кооперативите карат много от селяните да подадат заявление за напускане и да заграбят инвентара. През пролетта на 1951 г. започват селски бунтове и вълнения в Кулско, Асеновградско, Тетевенско и на други места в страната. На 19 март същата година е прието Постановление на ЦК на БКП за отстраняване на извращенията. За овладяване на ситуацията и за пълно коопериране на земята в селата са изпратени голям брой комунистически функционери. На кооперативите е предоставена най-плодородната земя, като са освободени от данъци за срок от три години, а на кооператорите се изплаща немалка рента. При частниците е увеличен размерът на задължителните зърнодоставки. Изкупните цени на селскостопанските произведения през 1952 – 1953 г. са много под тяхната себестойност. Останали без земя и с ниски възнаграждения, селяните започват масова миграция към градовете, което поражда криза за работна ръка в селското стопанство, жилищни и социални проблеми и ниска раждаемост.
В промишлеността с предимство се развиват машиностроенето, енергодобивът и черната и цветната металургия. В края на 1952 г. промишлената продукция се е увеличила с 2,1 пъти в сравнение с 1948 г., а петгодишният народостопански план по основните показатели е изпълнен за 3 години и 3 месеца.

### Външна политика
Във външната политика на кабинета приоритет имат взаимоотношенията със СССР. Относителният дял на Съветския съюз в стокооборота на България достига 50%. Над 20% от капиталовложенията в страната са негови. Промишлените обекти са на ниско технологично ниво, което не позволява на България през следващите десетилетия да изнася на международните пазари конкурентна промишлена продукция. Отношенията със запада са крайно обтегнати. Процесите срещу пасторите, както и обвиненията от българска страна на служители на американското посолство в шпионаж довеждат до скъсване на дипломатическите отношения между България и САЩ – 20 февруари 1950 г. На следващата година със специален закон американската страна забранява търговията с над 1700 стоки с държавите от Източна Европа. Законът е последван с образуването на „КОКОМ“ – организация за икономическа политика на запада, която налага ембарго върху търговията със социалистическия пазар.
По подобен начин се развиват и отношенията на България с Турция и Гърция. Масовото изселване на българските турци в края на 40-те години и провокациите на турската армия по българската граница изправят двете страни пред реалната опасност от война. През 1952 г. Турция и Гърция влизат в НАТО. Една година по-късно те подписват пакт с Югославия, насочен срещу България и нейния нов съюзник в Източна Европа – Румъния.

## Съставяне
Кабинетът, оглавен от Васил Коларов, е образуван от политически дейци на Отечествения фронт.

### Кабинет
Сформира се от следните 21 министри и един председател:
| министерство                                                                               | име | име                 | партия     |
| ------------------------------------------------------------------------------------------ | --- | ------------------- | ---------- |
| председател на Министерския съвет, външни работи                                           |     | Васил Коларов       | БКП        |
| подпредседател на Министерския съвет, председател на Комитета за наука, изкуство и култура |     | Вълко Червенков     | БКП        |
| подпредседател на Министерския съвет, председател на Държавната планова комисия            |     | Добри Терпешев      | БКП        |
| подпредседател на Министерския съвет, вътрешни работи                                      |     | Антон Югов          | БКП        |
| подпредседател на Министерския съвет, електрификация и мелиорации                          |     | Кимон Георгиев      | безпартиен |
| подпредседател на Министерския съвет, земеделие                                            |     | Георги Трайков      | БЗНС       |
| председател на Комисията за държавен контрол                                               |     | Димо Дичев          | БКП        |
| народна просвета                                                                           |     | Кирил Драмалиев     | БКП        |
| финанси                                                                                    |     | Иван Стефанов       | БКП        |
| правосъдие                                                                                 |     | Ради Найденов       | БЗНС       |
| народна отбрана                                                                            |     | Георги Дамянов      | БКП        |
| вътрешна търговия                                                                          |     | Кръстю Добрев       | БКП        |
| външна търговия                                                                            |     | Димитър Ганев       | БКП        |
| гори                                                                                       |     | Георги Попов        | БКП        |
| строежи и пътища                                                                           |     | Манол Сакеларов     | БКП        |
| железопътни, автомобилни и водни съобщение                                                 |     | Стефан Тончев       | БЗНС       |
| пощи, телеграфи и телефони                                                                 |     | Цола Драгойчева     | БКП        |
| индустрия и занаяти                                                                        |     | Петко Кунин         | БКП        |
| мини и подземни богатства                                                                  |     | Кирил Клисурски     | БКП        |
| комунално стопанство и благоустройство                                                     |     | Петър Каменов       | БКП        |
| народно здраве                                                                             |     | Трайчо Доброславски | безпартиен |
| труд и социални грижи                                                                      |     | Здравко Митовски    | безпартиен |

### Промени в кабинета

#### от 6 август 1949
| министерство                                         | име | име               | партия |
| ---------------------------------------------------- | --- | ----------------- | ------ |
| председател на Държавната планова комисия            |     | Кирил Лазаров     | БКП    |
| финанси                                              |     | Петко Кунин       | БКП    |
| вътрешни работи                                      |     | Руси Христозов    | БКП    |
| външни работи                                        |     | Владимир Поптомов | БКП    |
| председател на Комитета за наука, изкуство и култура |     | Карло Луканов     | БКП    |

#### от 13 август 1949
| министерство     | име | име           | партия |
| ---------------- | --- | ------------- | ------ |
| строежи и пътища |     | Благой Иванов | БКП    |

#### от 6 октомври 1949
| министерство                               | име | име           | партия |
| ------------------------------------------ | --- | ------------- | ------ |
| железопътни, автомобилни и водни съобщения |     | Георги Чанков | БКП    |

#### от 8 октомври 1949
| министерство | име | име                    | партия |
| ------------ | --- | ---------------------- | ------ |
| финанси      |     | Кирил Лазаров (в.упр.) | БКП    |

#### от 20 октомври 1949
- Георги Чанков е освободен от поста министър на железопътните, автомобилните и водните съобщения. МЖАВС остава вакантно до 22 октомври 1949 г.

#### от 22 октомври 1949
- Министерството на железопътните, автомобилните и водните съобщения е преименувано в Министерство на транспорта с Указ № 874 от 22 октомври 1949 г.

| министерство | име | име           | партия |
| ------------ | --- | ------------- | ------ |
| транспорт    |     | Георги Чанков | БКП    |

#### от 5 декември 1949
| министерство                                         | име | име           | партия |
| ---------------------------------------------------- | --- | ------------- | ------ |
| председател на Държавната планова комисия            |     | Карло Луканов | БКП    |
| финанси                                              |     | Кирил Лазаров | БКП    |
| председател на Комитета за наука, изкуство и култура |     | Сава Гановски | БКП    |

#### от 6 декември 1949
| министерство        | име | име         | партия |
| ------------------- | --- | ----------- | ------ |
| индустрия и занаяти |     | Вълко Гочев | БКП    |

#### от 20 януари 1950
- Със сформирането на новия кабинет на д-р Васил Коларов са направени следните промени:

| министерство                         | име | име                  | партия     |
| ------------------------------------ | --- | -------------------- | ---------- |
| подпредседател на Министерския съвет |     | Владимир Поптомов    | БКП        |
| подпредседател на Министерския съвет |     | Райко Дамянов        | БКП        |
| вътрешна търговия                    |     | Пело Пеловски        | БКП        |
| земеделие                            |     | Титко Черноколев     | БКП        |
| индустрия и занаяти                  |     | Антон Югов1          | БКП        |
| мини и подземни богатства            |     | Антон Югов1 (в.упр.) | БКП        |
| електрификация и мелиорации          |     | Кимон Георгиев1      | безпартиен |
| народно здраве                       |     | Петър Коларов        | БКП        |
| труд и социални грижи                |     | Добри Терпешев1      | безпартиен |

- 1: – Добри Терпешев, Антон Югов, Кимон Георгиев не влизат като подпредседатели на МС в новия кабинет.

#### от 3 февруари 1950
- След продължително боледуване на 23 януари 1950 г. умира министър-председателят Васил Коларов. На 1 февруари същата година Народното събрание избира за нов министър-председател Вълко Червенков, който встъпва в длъжност на 3 февруари същата година. До тази дата функциите на министър-председателя временно са поети също от д-р Червенков.

| министерство         | име | име             | партия |
| -------------------- | --- | --------------- | ------ |
| министър-председател |     | Вълко Червенков | БКП    |

#### от 17 февруари 1950
- Създадено е Министерство на промишлеността, чрез сливането на Министерството на индустрията и занаятите и Министерството на мините и подземните богатства (с Указ № 85 от 17 февруари 1950 г.).

| министерство | име | име        | партия |
| ------------ | --- | ---------- | ------ |
| промишленост |     | Антон Югов | БКП    |

#### от 28 май 1950
| министерство    | име | име             | партия |
| --------------- | --- | --------------- | ------ |
| външни работи   |     | Минчо Нейчев    | БКП    |
| народна отбрана |     | Петър Панчевски | БКП    |

#### от 13 ноември 1950
| министерство                                                                    | име | име            | партия |
| ------------------------------------------------------------------------------- | --- | -------------- | ------ |
| транспорт                                                                       |     | Данчо Димитров | БКП    |
| подпредседател на Министерския съвет                                            |     | Георги Чанков  | БКП    |
| председател на Главното управление на държавното снабдяване и държавния резерв1 |     | Борис Тасков   | БКП    |

- 1: – създадено, на 13 ноември 1950 г., и обнародвано в „Държавен вестник“, бр. 278 от 15 ноември 1950 г.

#### от 29 декември 1950
- Министерството на вътрешната търговия се разделя на Министерство на вътрешната търговия и Министерство на доставките и хранителната промишленост, Министерство на народното здраве се преобразува в Министерство на народното здраве и социалните грижи, а Министерството на труда и социалните грижи се закрива (с Указ № 686 от 29 декември 1950 г.).

| министерство                    | име | име           | партия |
| ------------------------------- | --- | ------------- | ------ |
| народно здраве и социални грижи |     | Петър Коларов | БКП    |

#### от 4 януари 1951
| министерство                         | име | име           | партия |
| ------------------------------------ | --- | ------------- | ------ |
| подпредседател на Министерския съвет |     | Иван Михайлов | БКП    |

#### от 6 януари 1951
- Вакантното място на МДХП заема министъра на вътрешните работи Руси Христозов, а освободеното от него място е заето от Георги Цанков.

| министерство                       | име | име            | партия |
| ---------------------------------- | --- | -------------- | ------ |
| доставки и хранителна промишленост |     | Руси Христозов | БКП    |
| вътрешни работи                    |     | Георги Цанков  | БКП    |

#### от 5 февруари 1951
- С Указ № 58 от 5 февруари 1951 г. Министерството на електрификацията и мелиорациите се преименува в Министерството на електрификацията.

| министерство   | име | име            | партия     |
| -------------- | --- | -------------- | ---------- |
| електрификация |     | Кимон Георгиев | безпартиен |

#### от 15 юни 1951
| министерство                           | име | име          | партия |
| -------------------------------------- | --- | ------------ | ------ |
| комунално стопанство и благоустройство |     | Стоян Тончев | БЗНС   |

#### от 22 юни 1951
| министерство | име | име            | партия |
| ------------ | --- | -------------- | ------ |
| земеделие    |     | Никола Стоилов | БКП    |

#### от 20 септември 1951
- Министерството на горите се преименува в Управление на горската промишленост, а Министерството на промишлеността се разделя на Министерство на тежката промишленост и Министерство на леката промишленост (с Указ № 480 от 29 септември 1951 г.).

| министерство                                         | име | име             | партия |
| ---------------------------------------------------- | --- | --------------- | ------ |
| председател на Управлението на горската промишленост |     | Георги Попов    | БКП    |
| тежка промишленост                                   |     | Антон Югов      | БКП    |
| лека промишленост                                    |     | Атанас Димитров | БКП    |

#### от 21 ноември 1951
| министерство     | име | име          | партия |
| ---------------- | --- | ------------ | ------ |
| строежи и пътища |     | Иван Винаров | БКП    |

#### от 4 февруари 1952
| министерство                                                                   | име | име            | партия |
| ------------------------------------------------------------------------------ | --- | -------------- | ------ |
| председател на Комитета за наука, изкуство и култура                           |     | Рубен Аврамов  | БКП    |
| председател на Главното управление на държавното снабдяване и държавния резерв |     | Никола Траянов | БКП    |
| народна просвета                                                               |     | Демир Янев     | БКП    |

#### от 28 февруари 1952
| министерство                              | име | име           | партия |
| ----------------------------------------- | --- | ------------- | ------ |
| подпредседател на Министерския съвет      |     | Карло Луканов | БКП    |
| председател на Държавната планова комисия |     | Евгени Матеев | БКП    |

#### от 1 май 1952
- Владимир Поптомов умира и освобождава длъжността подпредседател на Министерския съвет.

#### от 20 август 1952
| министерство                         | име | име        | партия |
| ------------------------------------ | --- | ---------- | ------ |
| подпредседател на Министерския съвет |     | Антон Югов | БКП    |
| тежка промишленост                   |     | Тано Цолов | БКП    |
| лека промишленост                    |     | Антон Югов | БКП    |

#### от 3 септември 1952
- Никола Стоилов е освободен от поста министър на земеделието. МЗ остава вакантно до 9 септември 1952 г.

| министерство    | име | име          | партия |
| --------------- | --- | ------------ | ------ |
| външна търговия |     | Живко Живков | БКП    |

#### от 9 септември 1952
| министерство | име | име            | партия |
| ------------ | --- | -------------- | ------ |
| земеделие    |     | Станко Тодоров | БКП    |

#### от 8 ноември 1952
| министерство     | име | име           | партия |
| ---------------- | --- | ------------- | ------ |
| строежи и пътища |     | Марин Грашнов | БКП    |

#### от 26 декември 1952
| министерство                              | име | име           | партия |
| ----------------------------------------- | --- | ------------- | ------ |
| председател на Държавната планова комисия |     | Георги Чанков | БКП    |

#### от 11 февруари 1953
- С Указ № 46 от 11 февруари 1953 г. се преименува Министерството на строежите и пътищата в Министерство на строежите.

| министерство | име | име           | партия |
| ------------ | --- | ------------- | ------ |
| строежи      |     | Марин Грашнов | БКП    |

#### от 11 декември 1953
- Министерството на леката промишленост и Министерството на доставките и хранителната промишленост се реорганизират в Министерство на леката и хранителна промишленост и Министерство на доставките (с Указ № 485 от 11 декември 1953 г.).

| министерство                   | име | име             | партия |
| ------------------------------ | --- | --------------- | ------ |
| лека и хранителна промишленост |     | Атанас Димитров | БКП    |
| доставки                       |     | Руси Христозов  | БКП    |